# Калянин, Александр Игоревич
Алекса́ндр Игоревич Каля́нин (24 сентября 1987, Челябинск — 7 сентября 2011, Туношна, Ярославская область) — российский хоккеист, левый нападающий.

## Биография
Отец — хоккеист и тренер Игорь Калянин. Встал на коньки в три года, в хоккей начал играть в пять лет. Первый тренер — Юрий Могильников. Играл в юношеских составах местного «Трактора».
В основных составах играл за «Трактор» (2004—2005, 2007—2008), «Дизель» (2006—2007), «Локомотив» (2005—2006, 2008—2011)
Погиб на 24-м году жизни вместе с командой 7 сентября 2011 года при взлёте самолёта из ярославского аэропорта. Похоронен на Преображенском кладбище в Челябинске.

## Статистика
| Легенда | Легенда                    | Легенда | Легенда                   | Легенда | Легенда    |
| ------- | -------------------------- | ------- | ------------------------- | ------- | ---------- |
| И       | Количество проведённых игр | Штр     | Штрафное время            | +/−     | Плюс-минус |
| Г       | Голы                       | П       | Голевые передачи          | О       | Очки       |
| -       | Статистика неизвестна      | —       | Статистика не учитывалась |         |            |

## Достижения
- Серебряный призёр чемпионата КХЛ 2009
- Бронзовый призёр чемпионата КХЛ 2011
- Победитель Кубка Первого канала 2010